# Северо-Американская плита

Литосферные плиты. Северо-Американская плита показана коричневым цветом.

Се́веро-Америка́нская плита́ — литосферная плита, содержащая континент Северная Америка, северо-западную часть Атлантического океана, часть северо-востока РФ (ЧАО, Магаданскую область и Камчатский край полностью, так же часть Якутии к востоку от хребта Черского), около половины Японии  и примерно половину Северного Ледовитого океана. Западная граница плиты в основном представлена протяжённой зоной субдукции, в которой океаническая кора Тихоокеанской плиты погружается под Северо-Американскую плиту. Восточная граница плиты проходит по Срединно-Атлантическому хребту. Плита движется со скоростью около 5 см в год.
Протяжённость Северо-Американской плиты — 7326 км (с севера на юг) и 4700 км (с запада на восток). Площадь — около 20,36 млн км², с островами — 24,25 млн км². Население — 530 млн человек (2014). Берега Северно-Американской плиты омываются на западе Тихим океаном с заливами Аляска и Калифорнийским, Беринговым морем, на востоке и юго-востоке — Атлантическим океаном с заливами Мексиканским и Святого Лаврентия, морями Лабрадор и Карибским, на севере — Северным Ледовитым океаном с Гудзоновым заливом, морями Бофорта и Баффина.